# إسرائيل جولدستين
إسرائيل جوزيف جولدستين (بالإنجليزية: Israel Goldstine)‏ (20 مايو 1898 - 16 يناير 1953) كان عمدة مدينة وان تري هيل، نيوزيلندا، من عام 1931 حتى تقاعده في عام 1947. وكان محاميا وكاتب عدل بارزا في أوكلاند وترأس العديد من المجالس النيوزيلندية رفيعة المستوى.

## النشأة والتعليم
ولد جولدستين في بريسبان، أستراليا، لكنه نشأ وتعلم في أوكلاند، حيث التحق بمدرسة أوكلاند الثانوية. درس جولدستين القانون في جامعة أوكلاند. بعد تقديم مقالاته مع ويليام جوزيف نابيير ، تم قبوله كمحامٍ للمحكمة العليا في نيوزيلندا في 18 فبراير 1926.

### السيرة

#### محام وكاتب عدل
كان جولدستين محامياً ناجحاً وكاتب عدل، وقد وُصف في المحكمة بأنه يظهر «تعنتًا ومقاومة ملحوظًين حتى بالنسبة للمحام، ولا يوجد لدى المستمعين أي سبب للشكوى من أن كلامه متمتم أو غير واضح».

#### السياسة
أصبح جولدستين مشاركًا بنشاط في الحكم المحلي في سن مبكرة. كان عضوًا في المجلس المحلي لوان تري هيل في العشرينات من عمره، وأصبح أول نائب لرئيس البلدية عندما أصبح المجلس مجلس للإدارة المدينة. تم انتخاب غولدستين عمدة وان تري هيل في 6 مايو 1931 عن عمر يناهز 33 عامًا، ليصبح أصغر عمدة لنيوزيلندا.
عند انتخابه، لوحظ أن مكانته في شؤون الهيئات المحلية مدعمة بحجة أنه رئيس جمعية الهيئات المحلية في الضواحي وسلطة التمويل المالي، مكتسبا الكثير من الثناء من خلال تحليله لأوضاع مجلس إدارة المستشفى. وأثناء فترة عمله كرئيس لبلدية، تم الإشادة به لاستمراره في تخفيض معدلات الفائدة على الرغم من الزيادات الكبيرة في المناطق الأخرى.

- في عام 1939 جولدستين ومجلسه قرروا غرس 28 شجرة من نوعية الكوريس على طول جادة أراتنغا، في أوكلاند الوسطى بمناسبة يوم الشجرة. كانوا أول هيئة محلية تزرع الكوريس في أحد الشوارع.[7] تم زراعة الأشجار من قبل العمدة والعمدة المنتدب وزوجتهما، وكل فرد من مستشاري وان تري هيل وكاتب البلدة، وممثلين عن الهيئة المحلية ومدارس في المقاطعة.[8] تم اختيار الأشجار لأنها لن تنمو بسرعة كافية للتدخل في خطوط الكهرباء. تم الاتفاق على أنه بحلول الوقت الذي تصل فيه الأشجار إلى ذلك الارتفاع، ستكون خطوط الطاقة تحت الأرض. «وكذلك نحن!» علّق جولدستين.[9]
- عارض جولدستين اقتراحًا لتغيير اسم وان تري هيل إلى مونغاكيكي. وأشار إلى أن اسم وان تري هيل مُستخدمٌ منذ أكثر من قرن، وأن المقاطعة أخذت اسمها من التل في عام 1873. وقال إن اسم مونغاكيكي يعني تلة نباتات الكيكي، التي لم تعد تنمو هناك، وكان من الصعب أيضًا نطق الاسم بشكل صحيح وسوف يسبب البلبلة. كما وافق جورج غراهام، سكرتير رابطة أكارانا ماوري (التي تمثل السكان الأصلين)، على الاحتفاظ باسم وان تري هيل.[10]
- قام السير جون لوغان كامبل بتخصيص 5000 جنيه إسترليني لمسلة على قمة وان تري هيل كنصب تذكاري يمثل الماوري.[11] قبل بنائه، اقترح مجلس وان تري هيل تحويل الأموال لتوفير التمويل لحمامات السباحة في كورنوول بارك، أوكلاند بسبب الصعوبات الهندسية في إقامة المسلة. عارض جولدستين ذلك، قائلًا إنه تم تخصيص الأموال لغرض معين، وإذا كان من المستحيل الامتثال لرغبات كامبل، ينبغي على المجلس الالتزام برغباته قدر الإمكان.[11] شغل جولدستين منصب العمدة أثناء بناء المسلة التي اكتملت في عام 1940، على الرغم من أن الأفتتاح تأخر إلى ما بعد الحرب العالمية الثانية في 24 أبريل 1948. كان هذا تمشيا مع العرف الماوري بعدم عقد مثل هذه الاحتفالات في وقت سفك الدماء.

شغل جولد ستين منصب العمدة حتى تقاعده من السياسة في عام 1947.

### الاقتصاد

#### مجلس الحليب في أوكلاند
شغل جولد ستين منصب رئيس مجلس الحليب لمدة 10 سنوات. الأمر الذي تزامن هذه المرة مع الحرب العالمية الثانية، وقضى الكثير من وقته في الإشراف على القيود المفروضة على بيع الكريم، وتسليم الحليب إلى المدارس، وضمان استمرار توصيل الحليب إلى المنازل مع استمرار تقنين البنزين، والرجال الموصلين الذين يخدمون في الحرب.

#### لجنة الحكم المحلي
أُنشئت أول لجنة للحكم المحلي في عام 1947 لإصلاح 695 لجنة محلية في نيوزيلندا، والتي كانت تعتبر كثيرة للغاية بالنسبة لدولة يبلغ عدد سكانها 1.5 مليون نسمة. عيّن عضو حزب العمال النيوزيلندي بيل باري جولدستين رئيسًا للجنة. في هذا المنصب، تمتع جولدستين براتب وامتيازات قاضي في المحكمة العليا، وكان معروفًا باسم القاضي جولدستين. اعتمدت اللجنة قواعد اللباس الصارمة للمحكمة من الشعر المستعار والأردية، الشيء الذي أذى إلى حد ما لأستياء الوسط القانوني. شغل جولدستين هذا المنصب حتى وفاته المفاجئة في عام 1953.

#### أعمال أخرى
كان جولدستين نائبا لرئيس جمعية البلدية النيوزيلندية، وعضوًا لمدة 14 عامًا في مجلس تصريف ضواحي أوكلاند ورئيسًا لمجلس التعبئة للقوات المسلحة النيوزيلاندية في أوكلاند لمدة عامين ونصف.  خلال الحرب العالمية الثانية تم تعيين جولدستين في مجلس الصندوق الوطني الولائي والمجلس الوطني الولائي. أصبح نائب رئيس المجلس الجهوي الولائي لمقاطعة أوكلاند.

## المناصب التي شغلها
- عمدة وان تري هيل (1931-1947)
- العمدة المنتدب لبلدية وان تري هيل
- رئيس لجنة الحكم المحلي الأولى
- رئيس مجلس التعبئة للقوات المسلحة النيوزيلاندية في أوكلاند
- رئيس مجلس الحليب في أوكلاند
- الرئيس المنتدب للمجلس الجهوي الولائي لمقاطعة أوكلاند
- رئيس الصليب الأحمر وان تري هيل
- نائب رئيس للجمعية البلدية النيوزيلندية
- عضو في مجلس الصندوق الوطني الولائي والمجلس الوطني الولائي
- عضو في مجلس ضواحي أوكلاند
- عضو في مجلس وان تري هيل
- كاتب عدل ومحامي

## التكريمات والجوائز
حصل جولدستين على ميدالية الملك جورج السادس في عام 1937. في عام 1946 حصل على وسام الإمبراطورية البريطانية نظرا لولائه وأعماله الأجتماعية الخيرية.

## أسماء تشريفية
- في عام 1933 تم تغيير اسم أحد الشوارع من شارع ويليامسون إلى مارجوت ستريت، على اسم ابنة جولدستين.[20]
- أُنشأ (موقع جولدستين) وسمّي على اسمه في عام 1996.[21]

## الحياة الشخصية
تزوج جولدستين من درة سليمان في عام 1924. وولد لجولدستين ودرة سليمان طفلان، جون ومارجوت.
توفيت درة سليمان في 20 أغسطس 1939، بالغة من العمر 38 عامًا. كانت مرتبطة بحماس مع الأنشطة العامة لجولدستين. قبل وفاتها بفترة وجيزة، وكانت ملتزمة بلجنة احتياطات الطوارئ الخاصة بالمرأة في إبسوم ووان تري هيل. عند علمه بوفاتها، أشاد رئيس مجلس النقل في أوكلاند، دبليو أتش ناغل، بالأنشطة الخيرية والخيرية والمدنية التي قامت بها درة سليمان وتفانيها في القضايا الإنسانية.
كان جولدستين معروفًا بين الأصدقاء والزملاء باسم «إزي»، وكان معروفًا بروح الدعابة أثناء قيامه بالأعمال التجارية.
أبدى جولدستين شغفًا بالرياضة واستمتّع بشكل خاص بمشاهدة التنس وكرة القدم. في سنواته السابقة لعب كرة القدم كممثل أوكلاند. وكثيراً ما لعب الجولف في مونغاكيكي ونقل عنه قوله: «ليس لدي أي ادعاءات لكوني لاعب غولف حقيقي، لكنني أعيش على أمل الحد من إعافتي في يوم ما».
سافر جولدستين بشكل متكرر إلى أستراليا، والتي أثرت في كثير من الأحيان أفكاره في السياسة وأعماله.